# Пэр-представитель
Пэр—представитель (англ. Representative peer) — категория британских пэров, в Соединённом королевстве, которые были избраны пэрами Шотландии и пэрами Ирландии в британскую Палату лордов. До 1999 года все пэры Англии имели право заседать в Палате лордов и они не избирали ограниченную группу представителей. Все пэры, созданные после 1707 года в качестве пэров Великобритании и после 1801 года в качестве пэров Соединённого королевства, имели одинаковое право заседать в Палате лордов.
Пэры—представители были введены в 1707 году, когда королевство Англия и королевство Шотландия были объединены в королевство Великобритания. В то время там было 168 английских и 154 шотландских пэра. Английские пэры опасались, что Палата лордов будет затоплена шотландским элементом, и поэтому были проведены переговоры об избрании небольшого числа пэров-представителей, которые будут представлять Шотландию. Аналогичная договоренность была принята, когда королевство Великобритании и королевство Ирландия объединились в Соединённое королевство Великобритании и Ирландии в январе 1801 года.
Шотландии было разрешено избрать шестнадцать пэров-представителей, а Ирландии — двадцать восемь. Те, кого избрала Шотландия, избирались на срок существования одного парламента, и после каждого роспуска избирались новые шотландские пэры. Напротив, представители ирландских пэров сидели пожизненно. Выборы ирландских пэров прекратились, когда в декабре 1922 года возникло Ирландское свободное государство как доминион. Однако уже избранные ирландские пэры продолжали иметь право заседать до своей смерти. Выборы шотландских пэров закончились в 1963 году, когда все шотландские пэры получили право заседать в Палате лордов.
В соответствии с Актом о Палате лордов 1999 года была введена новая форма пэра—представителя, позволяющая некоторым наследственным пэрам оставаться в Палате лордов.

## Шотландия
В соответствии со статьями XXII и XXIII Акта о Унии 1707 года, шотландские пэры имели право избирать шестнадцать пэров-представителей в Палату лордов. Каждый из них служил в одном парламенте или максимум семь лет, но мог быть переизбран во время будущих парламентов. По созыву нового парламента Суверен издал прокламацию, призывающую шотландских пэров во дворец Холируд. Выборы проходили в Большой галерее, большом зале, украшенном восьмьюдесятью девятью портретами шотландских монархов работы Якоба де Вета, от Фергуса I до Карла II. Лорд-клерк-регистратор зачитывал список пэров, что указывало на его присутствие при вызове. Затем список перечитывался, при этом каждый пэр в ответ публично объявлял свои голоса, а отчёт отправлялся клерку короны в Лондон. Та же процедура использовалась всякий раз, когда возникала вакансия.
Использовалась система блочного голосования, при которой каждый пэр отдавал столько голосов, сколько было мест, которые нужно было заполнить. Система позволяла партии с наибольшим количеством пэров, обычно консерваторам, получать непропорционально большое количество мест, при этом оппозиционные партии иногда оставались совершенно непредставленными. Лорд-клерк-регистратор отвечал за подсчёт голосов. Отчет, выданный лордом-клерком-регистратором, был достаточным доказательством для допуска пэров-представителей в парламент; в отличие от других пэров, шотландские представители не получали предписаний о вызове в палату лордов. Положение и права шотландских пэров по отношению к Палате лордов оставались неясными на протяжении большей части XVIII века. В 1711 году 4-й герцог Гамильтон, пэр Шотландии, стал герцогом Брэндоном в пэрстве Великобритании. Когда он попытался заседать в Палате лордов, ему было отказано в допуске, поскольку лорды постановили, что пэр Шотландии не может заседать в Палате лордов, если он не является пэром-представителем, даже если он также имеет достоинство британского пэра. Они аргументировали это тем, что Акт об Унии 1707 года установил число шотландских пэров в Палате лордов не более и не менее шестнадцати. Однако в 1782 году Палата лордов отменила это решение, постановив, что Корона может принять в Палату лордов любого, кого пожелает, будь то шотландский пэр или нет, при условии соблюдения только таких условий, как совершеннолетие.
В соответствии с Законом о пэрах 1963 года все шотландские пэры получили право заседать в Палате лордов, а система избрания пэров-представителей была упразднена. Шотландские, а также британские и английские наследственные пэры утратили автоматическое право заседать в верхней палате с принятием Закона о Палате лордов 1999 года. Во время дебатов по законопроекту о Палате лордов возник вопрос о том, нарушит ли это предложение договор об Унии. Предполагая, что законопроект действительно нарушает статьи Унии, утверждалось, что до Унии сословия парламента, старого, досоюзного парламента Шотландии, имели право навязывать условия, и что одним из фундаментальных условий была гарантия представительства Шотландии в обеих палатах парламента в Вестминстере. Более того, подразумевалось, что Закон о пэрах 1963 года не нарушал требования шотландского представительства, изложенного в статье XXII Договора об Унии, разрешая всем шотландским пэрам заседать в Палате лордов: при условии, что как минимум шестнадцать мест были зарезервированы для Шотландии, принципы статьи будут сохранены. Далее утверждалось, что единственный способ отменить требование статьи XXII — это расторгнуть Союз между Англией и Шотландией, чего законопроект Палаты лордов не стремился сделать.
Представители правительства придерживались иной точки зрения. Было отмечено, что Закон о пэрах 1963 года прямо отменил те части Статей Унии, которые касались выборов пэров-представителей, и что ни один парламентский комментатор не выразил сомнений относительно действительности этих отмен. Поскольку статья XXII была, по крайней мере предположительно, отменена, в Договоре об Унии не было ничего конкретного, что законопроект нарушал бы. Правительство далее утверждало, что статья XXII может быть отменена, поскольку она не была закреплена. Примеры укоренившихся положений многочисленны: Англия и Шотландия были объединены «навсегда», Сессионный суд должен был оставаться «во все времена в пределах Шотландии в том виде, в котором он сейчас устроен», а создание Церкви Шотландии было «эффективно и неизменно обеспечено». Статья XXII, однако, не содержала никаких укрепляющих слов, которые сделали бы её «фундаментальной или неизменной в будущем.
Кроме того, правительство указало, что, даже если выборы шотландских пэров будут закреплены, Парламент может внести поправки в это положение в соответствии с доктриной парламентского суверенитета. Хотя положение Церкви Шотландии было «неизменно» закреплено, Закон об университетах (Шотландия) 1853 года отменил требование о том, чтобы профессора заявляли о своей вере, прежде чем занять должность. В Ирландии Церковь Ирландии была полностью отделена от государства в 1869 году, хотя Статьи Унии с Ирландией явно закрепили создание этой организации. В декабре 1922 года Уния с большей частью Ирландии была распущена после создания Ирландского свободного государства, хотя Великобритания и вся Ирландия предположительно были объединены «навечно». Поэтому было предложено, чтобы парламент мог, если пожелает, отменить статью Союза, а также внести поправки в любой основополагающий принцип.
Комитет по привилегиям единогласно пришёл к выводу, что статьи Союза не будут нарушены законопроектом Палаты лордов, если он будет принят. Законопроект получил королевскую санкцию, и с 1999 года наследственные пэры не имели автоматического права заседать в парламенте.

## Ирландия
Представительство Ирландии в Вестминстерском парламенте было предусмотрено статьями IV и VIII соглашения, воплощёнными в Актае об Унии 1800 года, которые также требовали, чтобы ирландский парламент принял перед Унией закон, содержавший детали его реализации.
Ирландским пэрам было разрешено избрать двадцать восемь пэров-представителей в качестве светских лордов, каждый из которых мог исполнять свои обязанности пожизненно. Ирландская Палаты лордов, расположенная в здании ирландского парламента на Колледж-грин в центре Дублина, провела первые выборы, на которых присутствовали пэры или их доверенные лица. Правительство по ошибке распространило список успешных кандидатов перед голосованием. Клерк Короны и отделения канцлерского суда, куда уплачивались пошлины за регистрацию и оформление документов в Ирландии отвечал за организацию выборов. Каждый пэр голосовал открытой и публичной баллотировкой. После Унии новые выборы проводились путём голосования по почте в течение 52 дней после открытия вакансии. Вакансии возникали в результате смерти или, как в случае барона Эштауна в 1915 году, банкротства. Вакансии не возникали, когда пэр-представитель получал титул в пэрстве Соединённого королевства, как, например, лорд Керзон был возведён в графа Керзон Кедлстонского в 1911 году.
Лорд-канцлер Великобритании — председатель Палаты лордов — подтвердил вакансию, а лорд-канцлер Ирландии поручил клерку Короны и отделения канцлерского суда, куда уплачивались пошлины за регистрацию и оформление документов, выдать бюллетени ирландским пэрам, получить заполненные бюллетени, определить победителя, и объявить результат, который затем был опубликован в The Dublin Gazette и The London Gazette. Римско-католические пэры не могли голосовать или баллотироваться на выборах до принятия Закона об эмансипации католиков 1829 года. Процесс признания Вестминстерским комитетом по привилегиям в качестве избирателя был более обременительным и дорогостоящим, чем признание в качестве (британского или ирландского) пэра, пока в приказы, составленные в 1800 году, не были внесены поправки в 1857 году. Сменявшие друг друга правительства пытались помешать избранию отсутствующих землевладельцев. Исключением стал лорд Керзон, который выиграл выборы в качестве пэра-представителя в 1908 году, несмотря на то, что никогда не претендовал на право быть избирателем. Либеральное правительство того времени отказало ему в пэрстве Соединённого королевства.
Акты унии объединили Церковь Англии и Церковь Ирландии, епископы и архиепископы которых ранее заседали в качестве духовных лордов в своих палатах лордов. В объединённом парламенте сначала одновременно находились четыре ирландских прелата, один архиепископ и три епархиальных епископа, которые заседали на сессии, а затем уступали свои места коллегам в рамках фиксированной ротации епархий. Ротация проходила мимо любого епископа, уже выступавшего в качестве избранного пэра-представителя, как, например, Чарльз Агар занимал пост виконта Сомертона, а не архиепископа Дублина. Ротация была изменена Законом о церковных собственности и доходах 1833 года, который объединил многие епархии и понизил архиепископства Туама и Кашела до епископств. Ни один ирландский епископ не заседал в Вестминстере в качестве духовных лордов после отделении Церкви Ирландии от государства в 1871 году, вызванного Законом об Ирландской Церкви 1869 года, хотя Робин Имс был назначен пожизненным пэром в 1995 году, будучи архиепископом Армы.
После создания Ирландского свободного государства в декабре 1922 года ирландские пэры перестали избирать своих пэров-представителей, хотя уже избранные пэры-представители продолжали иметь право служить пожизненно, последний из светских пэров, Фрэнсис Нидэм, 4-й граф Килмори, по воле случая, выходец из ольстерской семьи, умер в 1961 году. Споры о том, могут ли ирландские пэры-представители всё ещё быть избранными, возникли задолго до этого. В основном Законе о Конституции Ирландского свободного государства 1922 года ничего не говорится по этому поводу, и некоторым казалось, что это право не было отменено, но вспомогательный Закон 1922 года о Ирландском свободном государстве (последующие положения) упразднил должность лорда-канцлера Ирландии, участие которого требовалось в избирательном процессе. Ирландское Свободное государство упразднило должности Клерка Короны и отделения канцлерского суда, куда уплачивались пошлины за регистрацию и оформление документов, в 1926 году, последний из которых стал магистром Высокого суда. После 1922 года различные ирландские пэры обратились в Палату лордов с петициями о восстановлении их права выбирать представителей. В 1962 году Объединенный комитет по реформе Палаты лордов снова отклонил такие просьбы. В следующем году, когда рассматривался Закон о пэрах 1963 года (который, среди прочего, давал всем пэрам Шотландии право заседать в Палате лордов), рассматривалась поправка, также разрешающая созывать всех ирландских пэров, была отклонена девяносто голосами против восьми. Вместо этого новый закон подтвердил право всех ирландских пэров баллотироваться на выборах в Палату общин и голосовать на парламентских выборах, которые были правами, которые они всегда имели.
В 1965 году 8-й граф Антрим, ещё один пэр из Ольстера, и другие ирландские пэры подали петицию в Палату лордов, утверждая, что право избирать пэров-представителей официально никогда не отменялось. Палата лордов вынесла решение против них. Лорд Рид, лорд–ординарий апелляционного суда, обосновал своё решение Актом об Унии, в котором говорилось, что пэры-представители заседают «со стороны Ирландии». Он рассуждал, что, поскольку остров был разделен на Ирландское Свободное государство и Северную Ирландию, не существовало такого политического образования под названием «Ирландия», которое, как можно было бы назвать, представляли пэры-представители. Лорд Рид писал: «Положение закона косвенно отменяется, если более поздний закон прекращает положение вещей, продолжение которого необходимо для его действия». Напротив, лорд Уилберфорс, еще один лорд–ординарий апелляционного суда, не согласился с тем, что такой важный закон, как Акт об Унии, может быть косвенно отменён. Вместо этого он утверждал, что, поскольку должности лорда-канцлера Ирландии и клерка Короны и отделения канцлерского суда, куда уплачивались пошлины за регистрацию и оформление документов были упразднены, не существует механизма, с помощью которого можно было бы избирать ирландских пэров. И здесь заявители проиграли.
Заявителям не удалось повысить статус Северной Ирландии как части Соединённого королевства. Чарльз Лисагт предполагает, что, если бы этот факт имел первостепенное значение, аргументы лорда Уилберфорса, касающиеся отмены избирательного механизма для выборов, могли бы быть опровергнуты, поскольку у лорда-канцлера Ирландии и клерка Короны и отделения канцлерского суда, куда уплачивались пошлины за регистрацию и оформление документов, действительно были преемники в Северной Ирландии. Причиной исключения аргументов, касающихся Северной Ирландии, из петиции «было то, что ведущий адвокат подавших петицию ирландских пэров был убежден, что члены Комитета по привилегиям были на его стороне в том, что он считал лучшим аргументом, и он не хотел их отталкивать, введя ещё один пункт». Чтобы предотвратить дальнейшие апелляции по этому поводу, парламент отменил в рамках Закона о статутах (отмена) 1971 года разделы актов Унии, касающиеся выборов ирландских представителей-пэров.

## Палата общин
После унии Англии и Шотландии в 1707 году шотландские пэры, в том числе те, кто не заседал в качестве пэров-представителей, были исключены из Палаты общин. Ирландские пэры не подвергались таким же ограничениям. Ирландским членам, не назначенным в качестве пэров-представителей, было разрешено работать в парламенте в качестве представителей округов в Великобритании, но не в Ирландии, при условии, что они отказались от своих привилегий пэра. Лорд Керзон, например, специально просил предоставить ирландское пэрство, когда станет вице-королём Индии, чтобы по возвращении ему не было запрещено заседать в Палате общин.
Закон о пэрах 1963 года разрешал всем шотландским пэрам заседать в Палате лордов, он также разрешал всем ирландским пэрам заседать в Палате общин от любого округа в Соединённом королевстве, а также голосовать на парламентских выборах, не будучи лишённым остальных привилегий пэра.

## Наследственные «пэры—представители»
Во время принятия законопроекта о Палате лордов в 1999 году разногласия вокруг реформы Палаты лордов сохранялись, и законопроект был задуман как первый этап реформы Палаты лордов. «Поправка Уэзерилла», названная так потому, что она была предложена бывшим спикером Палаты общин Бернардом Уэзериллом, предусматривала, что ряд наследственных пэров останутся членами Палаты лордов на первом этапе реформы лордов. Затем его можно будет пересмотреть на следующем этапе реформы, когда будет рассмотрена система назначения пожизненных пэров. В обмен на то, что Палата общин не будет откладывать принятие законопроекта в качестве закона, правительство согласилось на эту поправку, и затем она стала частью Закона о Палате лордов 1999 года, и 92 наследственным пэрам было разрешено остаться.
Девяносто два пэра состоят из трёх отдельных групп. Пятнадцать «должностных лиц» включают заместителей спикеров и заместителей председателя и избираются палатой, а семьдесят пять партийных членов и независимых избираются своей партией или группой. Кроме того, есть два королевских назначения: лорд великий камергер, в настоящее время лорд Карингтон, назначается представителем короля в парламенте, а должность графа— маршала остается чисто наследственной, эту должность с 1672 года занимают герцоги Норфолки, и она отвечает за такие церемонии, как государственное открытие парламента.